# ターンパイク・トラスト

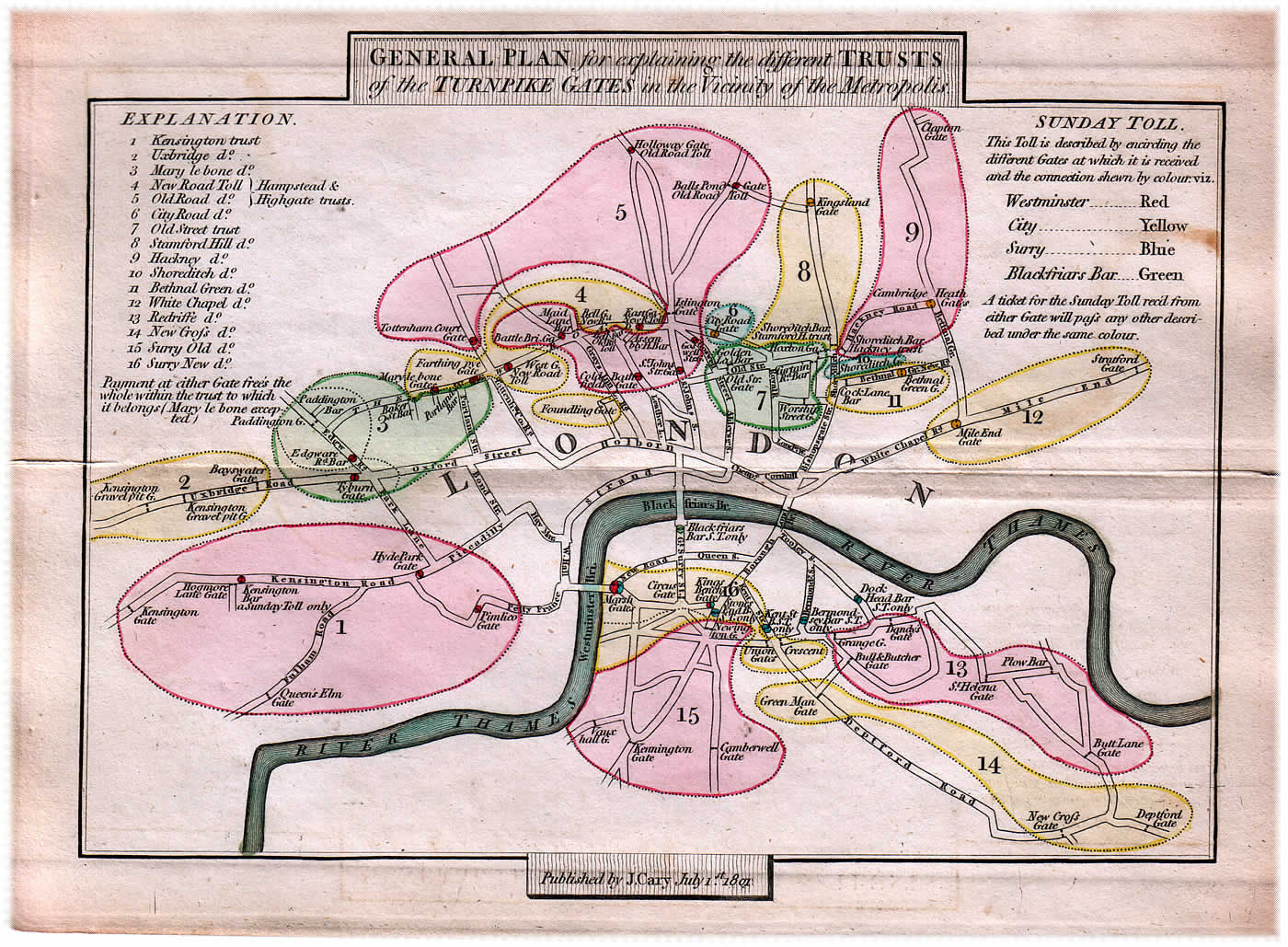
ロンドンのターンパイクのゲート案内図

ターンパイク・トラスト (英語: Turnpike trusts）はイギリスで17世紀に始まって、特に18世紀・19世紀に行われた、道路を有料にして（ターンパイク）その売り上げで管理した機関である。

## イギリスの近代史に
1830年代の最盛期にイングランドとウェールズでは合計1,000のターンパイク・トラストができて、総計30,000マイル（48,000キロメートル）を管理して、8,000か所の支払いゲートまたは横棒があった。
19世紀にはターンパイク・トラストは大英帝国の各国（アイルランド、カナダ、オーストラリア、ニュージーランド、インド、南アフリカなど）へ広まり、またアメリカ合衆国にも広まった。
19世紀後半になると、ターンパイク・トラストによる有料道路は自由貿易の妨げになると思われるようになった。そして「鉄道時代」の到来は、ターンパイク・トラストにとって壊滅的な影響を与えた。赤字が増えるトラスト、トラスト同士の合併などが増えて、政府による救済策も行われたが、19世紀末までにはターンパイク・トラストがなくなるように誘導されて、消滅した。しかし、イギリスの現在の道路は、一般にターンパイク時代の道路である。

## 現代アメリカへの影響
その後、20世紀中ごろになって、アメリカ合衆国でモータリゼーションに対応した、各州のターンパイク公社（Turnpike Authority）またはターンパイク委員会（Turnpike Commission）による「ターンパイク」と呼ばれる有料道路が作られた。

## 参照項目
- ニュージャージー・ターンパイク
- ニュージャージー・ターンパイク公社
- ペンシルベニア・ターンパイク
- ペンシルベニア・ターンパイク委員会